# Philip Warren Anderson
Philip Warren Anderson (Indianapolis, Indiana, 1923. december 13. – Princeton,             New Jersey, 2020. március 29.) Nobel-díjas amerikai fizikus.

## Élete
Anderson Indianapolisban született és az illinoisi Urbanában nőtt fel. 1940-ben érettségizett a University Laboratory középiskolában. Ezután a Harvard Egyetemen tanult John Hasbrouck van Vleck tanítványaként. 1949-től 1984-ig a Bell Laboratóriumban dolgozott New Jersey-ben.
1967-től 1975-ig az elméleti fizika professzora volt a Cambridge-i Egyetemen. 1977-ben „a mágneses és rendezetlen rendszerek elektronszerkezetére vonatkozó elméleti vizsgálataiért” neki ítélték a fizikai Nobel-díjat, megosztva Sir Nevill Francis Mott-tal és John H. van Vleckkel. 1982-ben megkapta a National Medal of Science-t. 1984-ben visszavonult a Bell Laboratóriumból, és a fizika professzora volt a Princetoni Egyetemen.